# Monoamine-oxydase
Les monoamines-oxydases (EC 1.4.3.4) ou monoamines-oxhydrases (MAO) sont un groupe d'oxydoréductases intervenant dans le catabolisme des monoamines, notamment de la sérotonine. On les trouve dans la membrane mitochondriale externe de la plupart des types de cellules du corps et dans le cerveau au niveau des synapses. Elles catalysent des réactions du type :
RCH2NHR’ + H2O + O2  {\displaystyle \rightleftharpoons }  RCHO + R’NH2 + H2O2.
On distingue deux isoenzymes :
- la monoamine-oxydase A (MAO-A) (présente dans le foie, le tube digestif et le placenta) ;
- la monoamine oxydase B (MAO-B) surtout dans les thrombocytes et les cellules chromaffines.

De plus, les deux isozymes se trouvent dans les neurones et les astrocytes.
Les monoamines oxydases sont inhibées par certains médicaments, les inhibiteurs de monoamine-oxydase (IMAO).

## Fonction

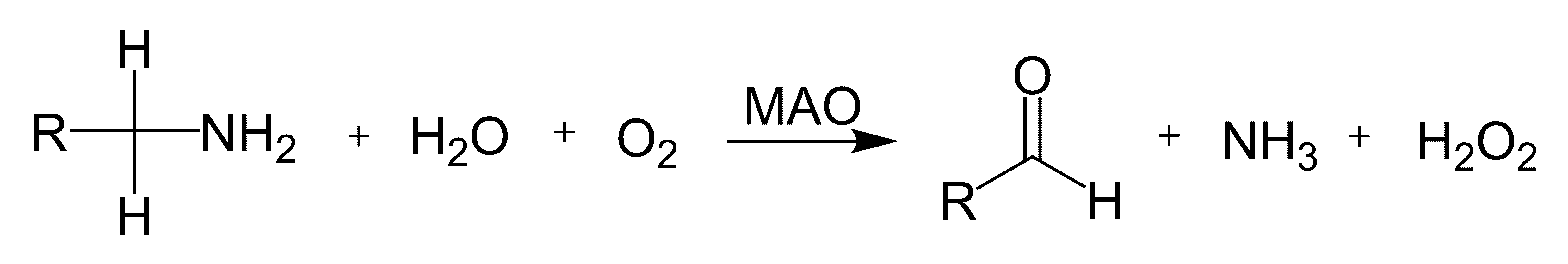
Équation chimique d'une réaction de catalyse par les MAO.

La MAO-A est particulièrement importante pour protéger le système nerveux central et le système nerveux périphérique de toutes les amines qu'on pourrait ingérer (que l'on trouve par exemple dans le poisson fumé, le fromage et la bière).
Les deux MAO permettent l'inactivation des neurotransmetteurs de la classe des monoamines (noradrénaline, sérotonine et dopamine) et participent ainsi comme des stabilisateurs de l'humeur. Certains antidépresseurs ainsi que la cigarette agissent en inhibant leur activité, ce qui a pour effet d'augmenter la concentration en monoamines actives, facilitant ainsi leurs actions.

### Inhibiteurs de MAO
Des inhibiteurs sélectifs de la MAO-B, comme la sélégiline ou la rasagiline, sont utilisés dans le traitement de la maladie de Parkinson. En effet, ces inhibiteurs sélectifs et irréversibles de la MAO-B augmentent la quantité de dopamine disponible en empêchant sa dégradation par la MAO-B.
Contrairement aux inhibiteurs de la MAO-A, utiles, comme vu précédemment, dans la protection contre les amines exogènes, il n'est pas nécessaire de suivre un régime en utilisant ces inhibiteurs de la MAO-B.

## Signification clinique
En raison du rôle vital que jouent les MAO dans l'inactivation des neurotransmetteurs, on pense que le dysfonctionnement des MAO (activité trop élevée ou trop faible des MAO) est responsable d'un certain nombre de troubles psychiatriques et neurologiques. Par exemple, des niveaux anormalement élevés ou bas de MAO dans l'organisme ont été associés à la schizophrénie,, à la dépression, au trouble déficitaire de l'attention, à la toxicomanie, aux migraines,. Les inhibiteurs de la monoamine oxydase constituent l'une des principales classes de médicaments prescrits pour le traitement de la dépression, bien qu'il s'agisse souvent d'un traitement de dernière intention en raison du risque d'interaction du médicament avec le régime alimentaire ou d'autres médicaments. Des niveaux excessifs de catécholamines (épinéphrine, norépinéphrine et dopamine) peuvent entraîner une crise hypertensive, et des niveaux excessifs de sérotonine peuvent entraîner un syndrome sérotoninergique.
En fait, les inhibiteurs de la MAO-A agissent comme des antidépresseurs et des anxiolytiques, tandis que les inhibiteurs de la MAO-B sont utilisés seuls ou en association pour traiter la maladie d'Alzheimer et la maladie de Parkinson. Certaines recherches suggèrent que certains phénotypes de dépression, tels que ceux accompagnés d'anxiété et de symptômes "atypiques" impliquant un retard psychomoteur, une prise de poids et une sensibilité interpersonnelle, répondent mieux aux inhibiteurs de la MAO qu'à d'autres classes d'antidépresseurs. Cependant, les résultats sont contradictoires. Les IMAO peuvent être efficaces dans les cas de dépression résistante au traitement, en particulier lorsqu'elle ne répond pas aux antidépresseurs tricycliques.

## Génétique
Les deux gènes codant la MAO-A et la MAO-B sont situés sur le bras court du chromosome X. Ces deux gènes sont retrouvés côte à côte et sont similaires à 70 %.

## Maladies dues à des dysfonctionnements des MAO
- psychopathie[réf. nécessaire]

En raison du rôle vital que joue la MAO dans l'inactivation des neurotransmetteurs, le dysfonctionnement de la MAO (trop ou trop peu d'activité MAO) est présumé responsable d'un certain nombre de troubles neurologiques.
Par exemple, des niveaux anormaux de MAO dans le corps ont été associés à la dépression, la toxicomanie, la criminalité, le trouble par déficit de l'attention, et les phobies sociales.
Les inhibiteurs de monoamine-oxydase sont l'une des principales classes de médicaments prescrits pour le traitement de la dépression.
Une étude par tomographie par émission de positons a montré que la MAO est également fortement diminuée par l'usage du tabac[réf. nécessaire].
Une autre étude, a conclu que « les enfants maltraités avec un génotype conférant des niveaux élevés de MAO-A exprimés étaient moins susceptibles de développer des problèmes antisociaux ».
Un défaut d'expression du gène de la MAO-A (c'est-à-dire de la monoamine-oxydase A) est fréquemment[Combien ?] retrouvé chez les patients violents.